# Ankogel
De Ankogel is een 3252 meter hoge berg op de grens van de Oostenrijkse deelstaten Salzburg en Karinthië, in de buurt van Bad Gastein. De berg maakt deel uit van de Hohe Tauern en is de naamgever, maar niet de hoogste top, van de Ankogelgroep.
Al in 1762 is de berg, als een van de eerste drieduizenders, beklommen. Met een kabelbaan vanuit Mallnitz kan men tot een hoogte van 2600 meter komen.
Naast de hoogste top, wel de grote Ankogel genoemd, heeft de berg nog een tweede top, de kleine Ankogel, met een hoogte van 3096 meter.